# Seth Carlo Chandler mlajši
Seth Carlo Chandler mlajši, ameriški astronom, * 16. september 1846, Boston, Massachusetts, ZDA, † 31. december 1913, Wellesley Hills, Massachusetts.

## Življenje in delo
Chandler je leta 1888 odkril, da je v splošnem rdeča obarvanost dolgoperiodičnih spremenljivk odvisna od dolžine njihovih svetlobnih period. Periodičnost se imenuje po njem, Chandlerjeva periodičnost.
Izdeloval je vzorčne inštrumente za določevanje latitud ali časov z opazovanji prehodov zvezd skozi nepomični almukantar.
Znan je po raziskovanjih o nihanju polov. Po njem se imenuje pojav proste precesije Zemljine vrtilne osi pri nebesnem polarnem gibanju, Chandlerjevo kolebanje, ki ga je odkril leta 1891. Polarno gibanje je sestavljeno v glavnem iz dveh nezveznih periodičnih nihanj, iz Chadlerjevega kolebanja s periodo 14 mesecev in nihanja s periodo 12 mesecev. Kombinacija obeh povzroča spiralno gibanje nebesnih polov, ki se naključno vračata v svoja glavna položaja v periodi okoli 6,5 let. Razlika med dejansko in glavno osjo polov je bila še posebej velika okoli leta 1952, ko sta bili narazen 12 m ali 0,37". Srednja vrednost med 6 in polletno periodo je bila okoli 0,25".
Polarno gibanje je predvidel Euler leta 1765 s pomočjo dinamične teorije in togega modela Zemlje. Za ta pojav je predvidel 10 mesečno nihajno periodo. Pojav so z opazovanji dokazali v sredini 1880.-let. Do tedaj je Chandler analiziral te podatke in opazil obe nihanji, s 14 in 12 mesečno periodo. 4 mesečno razliko med Eulerjevo napovedano vrednostjo in dejanskim časom Chandlerjevega kolebanja prispeva elastičnost Zemljine skorje in gibanje oceanov, ki skupaj precej vplivata na Zemljin odziv k rotaciji, ju pa Euler pri računanju ni upošteval.

## Priznanja

### Nagrade
Nacionalna akademija znanosti ZDA mu je leta 1894 podelila medaljo Jamesa Craiga Watsona.
Kraljeva astronomska družba (RAS) mu je leta 1896 za njegove znanstvene dosežke podelila zlato medaljo.